# Serra Cantagalo
A serra Cantagalo é um conjunto montanhoso inserido dentro dos contrafortes do planalto da Borborema, no estado brasileiro da Paraíba. Localiza-se no município de Serra Redonda, Microrregião de Campina Grande, e no seu sopé nascem alguns rios e riachos afluentes da bacia do rio Paraíba, sendo o principal deles o Gurinhém.
Em virtude das chuvas relativamente constantes e da qualidade do solo, a região é de grande fertilidade.